# بوبر فیشر
بوبر فیشر (نام علمی: Phyllastrephus fischeri) نام یک گونه از سرده بوبرهای اصلی است.